# 神戸町中央公民館
神戸町中央公民館（ごうどちょうちゅうおうこうみんかん）は、岐阜県安八郡神戸町にある公民館。

## 概要
- 1981年（昭和56年）開館。
- 神戸町民体育館は同一敷地内にあり、建物も隣接する。

## 施設
1階
- 大ホール

座席数は600席
- 研修室（和室1室、洋室2室）
- 相談室
- 学習室（和室1室、洋室2室）

2階
- 会議室（和室1室、洋室1室）

3階
- 会議室
- 大会議室

## 利用案内
- 住所：岐阜県安八郡神戸町大字神戸1203番地
- 利用時間：9：00～21：00
- 休館日：火曜日（火曜日が祝日の場合は翌日）、年末年始（12月29日～1月3日）

## 交通アクセス
- 養老鉄道養老線「広神戸駅」下車、徒歩約10分。
- 名阪近鉄バス大垣大野線「神戸町役場」バス停より徒歩約5分。
  - 大垣駅（大垣駅前バスのりば）より「大野バスセンター」行き。

## 周辺施設
- 神戸町役場
- 神戸町民体育館　※隣接
- 神戸町介護予防施設ばらの里
- 神戸町立神戸中学校
- 日比野五鳳記念美術館
- 大垣共立銀行神戸支店
- 広神戸駅